# Tautogolabrus
Genre
Tautogolabrus est un genre de poissons marins de la famille des Labridae, dans l'ordre des Perciformes.

## Liste des espèces
Selon ITIS (18 janvier 2020) :
- Tautogolabrus adspersus (Walbaum, 1792) – Tanche-tautogue
- Tautogolabrus brandaonis (Steindachner, 1867).

FishBase (18 janvier 2020) et World Register of Marine Species (18 janvier 2020) ne reconnaissent que l'espèce Tautogolabrus adspersus, considérant l'autre espèce comme un synonyme.